# Bert Steltenpool
Bert Steltenpool (Wervershoof, 5 mei 1994) is een Nederlands voetballer die bij voorkeur als centrumspits speelt. Hij kwam tussen 2014 en 2017 in het betaalde voetbal uit voor FC Volendam. Nadien kwam hij uit voor verscheidene amateurverenigingen. Hij is de zoon van oud-voetballer Eric Steltenpool. 

## Loopbaan

### FC Volendam
Steltenpool verruilde in de zomer van 2014 voetbalvereniging Vooruitgang Vergt Wilskracht voor FC Volendam, waar hij in eerste instantie op amateurbasis aan de slag ging. Op 28 september 2014 maakte hij zijn debuut in het betaald voetbal namens FC Volendam in de wedstrijd tegen MVV Maastricht. Na een aantal invalbeurten tekende Steltenpool in februari 2015 een contract voor anderhalf seizoen met een optie voor nog een seizoen. De aanvaller kwam in zijn eerste seizoen tot achttien competitieduels (twee doelpunten). In de daaropvolgende play-offs kwam hij slechts eenmaal in actie. Dit was als invaller in de return van de finalewedstrijd tegen De Graafschap.
In de voorbereiding van het seizoen 2015/16 haalde FC Volendam in de persoon van Jack Tuijp een potentiële concurrent voor Steltenpool wat betreft de spitspositie. Nieuwe hoofdtrainer Robert Molenaar liet Steltenpool in de seizoensopener tegen NAC Breda op 7 augustus 2015 in de basis starten, met Tuijp achter hem. Steltenpool maakte die dag zijn eerste doelpunt voor FC Volendam. Hij zette in de 66e minuut de 1-3 score op het scorebord, in de wedstrijd die uiteindelijk met 1-4 gewonnen werd. In de maand september scoorde Steltenpool in twee opeenvolgende thuiswedstrijden een hattrick, tegen respectievelijk Jong PSV en Almere City. Door zijn doelpunten tegen laatsgenoemde tegenstander pakte FC Volendam de eerste periodetitel. FC Volendam beëindigde het seizoen met een zesde plaats en plaatste zich als periodekampioen voor de play-offs. Hierin werd in de eerste ronde in een tweeluik verloren van MVV. Steltenpool werd met twaalf treffers clubtopscorer.
In het seizoen 2016/17 kende Steltenpool een interessante strijd met Jack Tuijp om een plek in de punt van de aanval bij de Volendammers. In de eerste seizoenshelft fungeerde hij voornamelijk als invaller. In de beker was de aanvaller van waarde met twee doelpunten en een assist in vier duels. Mede hierdoor reikte Steltenpool en FC Volendam tot de kwartfinale, waarin Sparta Rotterdam te sterk bleek. Eind maart 2017 besloot FC Volendam het aflopende contract van Steltenpool niet te verlengen. Twee maanden later werd bekend dat hij zijn voetballoopbaan het volgende seizoen zou vervolgen bij SV Spakenburg, destijds spelend in de Derde divisie.

### SV Spakenburg
Bij SV Spakenburg kwam Steltenpool samen te spelen met voormalig FC Volendam-speler Kees Tol. De ploeg uit Bunschoten-Spakenburg wilde graag binnen één seizoen terugkeren naar het hoogste amateurniveau en haalde hiervoor naast Steltenpool nog een aantal spelers uit het profvoetbal. Zo kwam linksbuiten Jasper Waalkens over van Almere City en werd doelman Leon ter Wielen overgenomen van Fortuna Sittard. Steltenpool scoorde in 25 wedstrijden 10 goals en werd in mei 2018 met Spakenburg kampioen van de Derde Divisie A. Anderhalve maand eerder was bekend geworden dat Steltenpool Spakenburg aan het einde van het seizoen ging verlaten. Voor de winterstop startte hij in vrijwel alle duels als basisspeler en scoorde hij negen keer. Na de winterstop beperkte zijn bijdrage zich tot invalbeurten en maakte hij nog maar één doelpunt. Hij vertrok omdat hij meer wil spelen, maar achtte de kans daarop bij Spakenburg klein.

### Quick Boys
Met ingang van het seizoen 2018/19 ging Steltenpool spelen in het shirt van Quick Boys uit de Tweede divisie. Steltenpool kende een productief begin bij zijn nieuwe ploeg. Met zeven doelpunten bekroonde de aanvaller uit Wervershoof zich tot clubtopscorer van de voorbereiding. Hij startte de competitie als basisspeler, maar verloor zijn plaats na een aantal weken. De ex-prof kwam vervolgens voornamelijk als invaller binnen de lijnen. Desondanks besloot Steltenpool zijn contract in december 2018 te verlengen en ging hij de concurrentie in de voorhoede aan. Toch kwam de spits minder aan spelen toe dan gewenst. Hierop werd hij in de tweede helft van het seizoen 2019/20 verhuurd aan VVSB, dat tevens een optie tot koop bedong.

### VVSB
Steltenpool scoorde voor VVSB vier doelpunten in zijn eerste vijf duels. Vervolgens werd de optie in het huurcontract gelicht, waarmee de spits behouden bleef voor de ploeg uit Noordwijkerhout. Steltenpool vertrok medio 2022 bij VVSB. De 28-jarige spits ging met ingang van het volgend seizoen spelen voor derdeklasser VV VVW. Volgens VVSB maakte hij de keuze ‘met het oog op het vaderschap’.

## Statistieken in het betaalde voetbal
| Seizoen                        | Club            | Land            | Competitie      | Competitie | Competitie | Beker | Beker | Internationaal | Internationaal | Overig | Overig | Totaal | Totaal |
| Seizoen                        | Club            | Land            | Competitie      | Wed.       | Dlp.       | Wed.  | Dlp.  | Wed.           | Dlp.           | Wed.   | Dlp.   | Wed.   | Dlp.   |
| ------------------------------ | --------------- | --------------- | --------------- | ---------- | ---------- | ----- | ----- | -------------- | -------------- | ------ | ------ | ------ | ------ |
| 2014/15                        | FC Volendam     | Nederland       | Eerste divisie  | 18         | 0          | 0     | 0     | 0              | 0              | 1      | 0      | 19     | 0      |
| 2015/16                        | FC Volendam     | Nederland       | Eerste divisie  | 31         | 12         | 1     | 0     | 0              | 0              | 2      | 0      | 34     | 12     |
| 2016/17                        | FC Volendam     | Nederland       | Eerste divisie  | 27         | 6          | 4     | 2     | 0              | 0              | 0      | 0      | 31     | 8      |
| Carrière totaal                | Carrière totaal | Carrière totaal | Carrière totaal | 76         | 18         | 5     | 2     | 0              | 0              | 3      | 0      | 84     | 20     |
| Bijgewerkt tot 5 augustus 2018 |                 |                 |                 |            |            |       |       |                |                |        |        |        |        |